# سیارک ۲۱۱۴
سیارک ۲۱۱۴ (به انگلیسی: 2114 Wallenquist، نامگذاری:1976HA) دو هزار و صد و چهاردهمین سیارک کشف شده‌است که در ۱۹ آوریل ۱۹۷۶ کشف شد.
قدر مطلق سیارک برابر ۱۱٫۱۰ است.